# 私とドリカム2 -ドリカムワンダーランド2015 開催記念 BEST COVERS-
『私とドリカム2 -ドリカムワンダーランド2015 開催記念 BEST COVERS-』（わたしとドリカムツー・ドリカムワンダーランド2015 ベスト・カバーズ）は、DREAMS COME TRUEのトリビュート・アルバム。2015年4月1日にエピックレコードジャパンから発売された。

## 概要
2014年3月に発売された『私とドリカム -DREAMS COME TRUE 25th ANNIVERSARY BEST COVERS-』に続いてのトリビュート・アルバム。タイトルの通り、｢史上最強の移動遊園地 DREAMS COME TRUE WONDERLAND｣がこの年に開催されることを記念し、前作同様、デビュー時の所属レコード会社であるエピックレコードジャパンの企画の下、ドリカム好きを公言するアーティスト14組に参加を呼び掛けて制作したものである。初回盤のみ三方背BOX仕様となっている。

## 収録曲
1. 何度でも
2005年に発売された35枚目のシングル曲。前作ではFlowerがカバー。
2. うれしはずかし朝帰り
1989年に発売された3枚目のシングル曲。
3. 未来予想図II
1989年に発売された2枚目のアルバム『LOVE GOES ON…』収録曲。前作ではいきものがかりがカバー。
アルバム発売前の3月15日より先行配信されている[2]。
4. 晴れたらいいね
1992年に発売された12枚目のシングル曲。
5. The signs of LOVE
1995年に発売された17枚目のシングル『サンキュ.』のカップリング曲。
6. 眼鏡越しの空
1992年に発売された5枚目のアルバム『The Swinging Star』収録曲。
今作ではアレンジを亀田誠治が担当。演奏には伊澤一葉、佐橋佳幸、東京スカパラダイスオーケストラが参加している。3月20日よりiTunes等で先行配信された。[3]
7. うれしい!たのしい!大好き!
1989年に発売された3枚目のシングル『うれしはずかし朝帰り』のカップリング曲。前作ではE-Girlsがカバー。
クリスが2014年に発売したアルバム『Heart Song II』からのリカット。
8. 決戦は金曜日
1992年に発売された11枚目のシングル曲。前作ではHYがカバー。
NICO Touches the Wallsが2012年に発売したシングル『夢1号』のカップリングとして収録されたものをリカット。
9. サンキュ.
1995年に発売された17枚目のシングル曲。前作ではBENIがカバー。
今作ではアコースティック・ギターによる弾き語り調のアレンジ。この曲をレコーディングするに当たり、泣きながら歌ったという。[4]
10. 朝がまた来る
1999年に発売された24枚目のシングル曲。
11. やさしいキスをして
2004年に発売された31枚目のシングル曲。
前作では中島美嘉がカバー。
12. 雪のクリスマス
1990年に発売された8枚目のシングル曲。
JUJUが2013年に発売したシングル『守ってあげたい』のカップリングとして収録されたものをリカット。
13. a little waltz
1993年に発売された6枚目のアルバム『MAGIC』収録曲。
14. LOVE LOVE LOVE
1995年に発売された18枚目のシングル曲。
德永が2005年に発売したアルバム『VOCALIST』からのリカット。

### トラックリスト
| #         | タイトル                      | 作詞      | 作曲・編曲 | カバー歌手／編曲者                                                   | 時間 |
| --------- | ----------------------------- | --------- | ---------- | -------------------------------------------------------------------- | ---- |
| 1.        | 「何度でも」                  |           |            | May J.／編曲・ブラスアレンジ：大島こうすけ、ブラスアレンジ：池田大介 | 4:18 |
| 2.        | 「うれしはずかし朝帰り」      |           |            | 西内まりや／KAZ                                                      | 4:17 |
| 3.        | 「未来予想図II」              |           |            | 三浦大知／AKIRA                                                      | 5:05 |
| 4.        | 「晴れたらいいね」            |           |            | LiSA／鈴木Daichi秀行                                                 | 3:58 |
| 5.        | 「The signs of LOVE」         |           |            | Junho from 2PM／家原正樹                                             | 3:31 |
| 6.        | 「眼鏡越しの空」              |           |            | 片平里菜／編曲・ホーンアレンジ：亀田誠治、ホーンアレンジ：北原雅彦   | 3:53 |
| 7.        | 「うれしい!たのしい!大好き!」 |           |            | クリス・ハート／福田貴史                                             | 4:02 |
| 8.        | 「決戦は金曜日」              |           |            | NICO Touches the Walls                                               | 4:18 |
| 9.        | 「サンキュ.」                 |           |            | 大森靖子／大森靖子                                                   | 3:45 |
| 10.       | 「朝がまた来る」              |           |            | Little Glee Monster／COLDFEET                                        | 4:06 |
| 11.       | 「やさしいキスをして」        |           |            | 川畑要／河野伸                                                       | 3:26 |
| 12.       | 「雪のクリスマス」            |           |            | JUJU／POCHI                                                          | 4:45 |
| 13.       | 「a little waltz」            |           |            | MONGOL800／MONGOL800                                                 | 3:33 |
| 14.       | 「LOVE LOVE LOVE」            |           |            | 德永英明／坂本昌之                                                   | 3:32 |
| 合計時間: | 合計時間:                     | 合計時間: | 56:36      |                                                                      |      |